# Al Holbert
Alvah Robert Holbert, mais conhecido como Al Holbert (11 de novembro de 1946 – 30 de setembro de 1988), era um automobilista americano. É um dos pilotos de corridas de resistência mais bem sucedido do país. Compartilha com Hurley Haywood o recorde de ter vencido todas as três corridas de endurance mais prestigiadas do mundo: a 24 Horas de Le Mans em 1983, 1986 e 1987, 24 Horas de Daytona de 1986 e 1987, e 12 Horas de Sebring de 1976 e 1981. Ele também venceu cinco títulos e 49 vitórias na IMSA GT Championship.
Seu pai, Robert "Bob" Holbert, e dono de uma concessionária da marca alemã Porsche e piloto de corridas. O piloto correu para Porsche oficialmente em grande parte da sua carreira. Além disso, em 1988 ele foi nomeado presidente do programa de esportes Porsche na América do Norte. Holbert morreu naquele ano em um acidente de avião com a idade de 41 anos.

## Carreira desportiva[2]
Holbert competiu na divisão do nordeste do Sports Car Club of America com a Porsche. Ele foi vice-campeão Trans-Am de 1973, e tornou-se um piloto profissional em 1974. Ele ganhou o IMSA GT 1976 Championship na classe GTO com seis vitórias em 15 corridas, inicialmente usando um 911 e, em seguida, o Chevrolet Monza. O piloto defendeu o título em 1977, com quatro vitórias e nove pódios em 15 corridas, neste caso com o Chevrolet Monza.
Simultaneamente, Holbert participou do Can-Am, em terceiro lugar, resultando em 1978 com uma vitória, vice-campeão em 1980, com duas vitórias e seis pódios, em terceiro lugar em 1981, com três vitórias e vice-campeão em 1982, com quatro vitórias e sete pódios. Em 1984, o piloto disputou a CART com a equipe March-Cosworth Morales, resultando em quarto lugar nas 500 Milhas de Indianápolis e pontuação em duas outras corridas. Desde 1982, ele disputou os 24 Horas de Le Mans de Campeonato Mundial de Resistência com o Porsche, obteve a vitória em 1983, 1986 e 1987, e conseguiu um terceiro lugar em 1982, tendo como co-pilotos Hurley Haywood, Derek Bell e Hans-Joachim Stuck, entre outros.
Em 1983, ele começou a competir no Campeonato da IMSA com sua própria equipe. Com um March 83G, ele ganhou oito corridas de 17 e ganhou o título. Em 1984 ele passou a competir pela marca Porsche com a qual ele teve cinco vitórias para terminar em quarto no campeonato. Dirigindo um Porsche 962, ele ganhou nove das 17 corridas para o título de 1985. Holbert segurou o ritmo em 1986 com seis vitórias em 17 corridas. Em 1987 ele obteve três vitórias, por isso foi o quarto no campeonato.
Para além da sua atividade em protótipos desportivos, Holbert competiu em stock cars esporadicamente. Ele disputou o International Race of Champions em 1977, 1978 e 1988 como representante do Campeonato GT IMSA, vencendo dois quartos lugares e um quinto em 11 corridas. Ele também participou de 19 corridas de NASCAR Cup em 1976, 1978 e 1979, alcançar melhores resultados como um sétimo lugar, dois oitavos e um décimo.

## Resultados

### 24 Horas de Le Mans
| Ano  | Equipe                  | Nº | Co-pilotos                    | Carro                                           | Classe | Voltas | Geral | Posição Na Classe |
| ---- | ----------------------- | -- | ----------------------------- | ----------------------------------------------- | ------ | ------ | ----- | ----------------- |
| 1977 | Inaltera                | 1  | Jean-Pierre Beltoise          | Inaltera LM77 Ford Cosworth DFV 3.0L V8         | S +2.0 | 276    | 13º   | 5º                |
| 1980 | Porsche System          | 3  | Derek Bell                    | Porsche 924 Carrera GT Porsche 2.0L Turbo I4    | GTP    | 305    | 13º   | 6º                |
| 1982 | Rothmans Porsche System | 3  | Hurley Haywood Jürgen Barth   | Porsche 956 Porsche Type-935 2.6L Turbo Flat-6  | C      | 340    | 3º    | 3º                |
| 1983 | Rothmans Porsche        | 3  | Vern Schuppan Hurley Haywood  | Porsche 956 Porsche Type-935 2.6L Turbo Flat-6  | C      | 370    | 1º    | 1º                |
| 1985 | Rothmans Porsche        | 3  | Vern Schuppan John Watson     | Porsche 962C Porsche Type-935 2.6L Turbo Flat-6 | C1     | 299    | DNF   | DNF               |
| 1986 | Rothmans Porsche        | 1  | Derek Bell Hans-Joachim Stuck | Porsche 962C Porsche Type-935 2.6L Turbo Flat-6 | C1     | 368    | 1º    | 1º                |
| 1987 | Rothmans Porsche AG     | 17 | Hans-Joachim Stuck Derek Bell | Porsche 962C Porsche Type-935 3.0L Turbo Flat-6 | C1     | 355    | 1º    | 1º                |

### 24 Horas de Daytona
| Ano  | Equipe                                | Nº | Co-Pilotos                                    | Pneus                      | Classe | Voltas | Posição Final | Posição Na Classe |
| ---- | ------------------------------------- | -- | --------------------------------------------- | -------------------------- | ------ | ------ | ------------- | ----------------- |
| 1973 | Holbert Porsche                       | 89 | Mike Tillson Dieter Oest                      | Porsche 911                | GT+2.0 | 213    | DNF           | DNF               |
| 1975 | Porsche-Audi USA                      | 14 | Elliot Forbes-Robinson                        | Porsche 911 Carrera RSR    | GTO    | 607    | 8º            | 7º                |
| 1976 | George Dickinson/Holbert Porsche-Audi | 14 | Claude Ballot-Léna                            | Porsche 911 Carrera RSR    | GTO    | 531    | 2º            | 2º                |
| 1977 | Dickinson/Holbert Racing              | 14 | Michael Keyser Claude Ballot-Léna             | Chevrolet Monza DeKon 1014 | GTO    | 246    | DNF           | DNF               |
| 1978 | Belcher Racing                        | 09 | Gary Belcher Doc Bundy                        | Porsche 934/5              | GTX    | 632    | 6º            | 4º                |
| 1979 | JLP Racing                            | 18 | Michael Keyser                                | Porsche 935 JLP-1          | GTX    | 12     | DNF           | DNF               |
| 1980 | Thunderbird Swap Shop                 | 09 | John Paul                                     | Porsche 935/77A            | GTX    | 682    | 2º            | 2º                |
| 1981 | Holbert Racing                        | 11 | Rick Mears Doc Bundy                          | Porsche 924 Carrera GTR    | GTO    | 263    | DNF           | DNF               |
| 1982 | Bayside Disposal Racing               | 86 | Hurley Haywood Bruce Leven                    | Porsche 935                | GTP    | 598    | 13º           | 5º                |
| 1983 | Bayside Disposal Racing               |    | Hurley Haywood Bruce Leven                    | Porsche 935/80             | GTP    | 515    | 16º           | 7º                |
| 1984 | Bayside Disposal Racing               | 86 | Claude Ballot-Léna Hurley Haywood Bruce Leven | Porsche 935                | GTP    | 604    | 4º            | 4º                |
| 1985 | Holbert Racing                        | 14 | Al Unser Jr. Derek Bell                       | Porsche 962                | GTP    | 686    | 2º            | 2º                |
| 1986 | Holbert Racing                        | 14 | Derek Bell Al Unser Jr.                       | Porsche 962                | GTP    | 712    | 1º            | 1º                |
| 1987 | Holbert Racing                        | 14 | Chip Robinson Derek Bell Al Unser Jr.         | Porsche 962                | GTP    | 753    | 1º            | 1º                |
| 1988 | Holbert Racing                        | 14 | Chip Robinson Derek Bell                      | Porsche 962                | GTP    | 660    | DNF           | DNF               |

### 12 Horas de Sebring
| Ano  | Equipe                               | Nº | Co-Pilotos                                      | Chassi                  | Classe | Voltas | Posição Final | Posição Na Classe |
| ---- | ------------------------------------ | -- | ----------------------------------------------- | ----------------------- | ------ | ------ | ------------- | ----------------- |
| 1972 | Holbert's Porsche-Audi Inc.          | 69 | Dieter Oest Mike Tillson                        | Porsche 911T            | GT 2.5 | 186    | 16º           | 7º                |
| 1975 | Holbert's Porsche-Audi               | 14 | Elliot Forbes-Robinson                          | Porsche 911 Carrera RSR | GTO    | 204    | 12º           | 10º               |
| 1976 | G. W. Dickinson/Holbert Porsche-Audi | 14 | Michael Keyser                                  | Porsche 911 Carrera RSR | GTO    | 230    | 1º            | 1º                |
| 1979 | JLP Racing                           | 18 | John Paul                                       | Porsche 935             | GTX    | 176    | DNF           | DNF               |
| 1980 | Thunderbird Swap Shop                | 09 | John Paul Preston Henn                          | Porsche 935             | GTX    | 239    | 4º            | 4º                |
| 1981 | Bayside Disposal Racing              | 86 | Hurley Haywood Bruce Leven                      | Porsche 935             | GTX    | 245    | 1º            | 1º                |
| 1982 | Bayside Disposal Racing              | 86 | Hurley Haywood Bruce Leven                      | Porsche 935             | GTP    | 231    | 5º            | 4º                |
| 1983 | Bayside Disposal Racing              | 86 | Hurley Haywood                                  | Porsche 935             | GTP    | 229    | 3º            | 2º                |
| 1984 | John Fitzpatrick Racing              | 14 | Bob Wollek John Graham Hugo Gralia Preston Henn | Porsche 935             | GTP    | 246    | 6º            | 6º                |
| 1985 | Holbert Racing                       | 14 | Derek Bell Al Unser Jr.                         | Porsche 962             | GTP    | 277    | 2º            | 2º                |
| 1986 | Holbert Racing                       | 14 | Derek Bell Al Unser Jr.                         | Porsche 962             | GTP    | 269    | 3º            | 3º                |
| 1987 | Holbert Racing                       | 14 | Chip Robinson                                   | Porsche 962             | GTP    | 296    | 2º            | 2º                |
| 1988 | Holbert Racing                       | 14 | Chip Robinson                                   | Porsche 962             | GTP    | 142    | DNF           | DNF               |